# تونی براتلی
تونی براتلی (انگلیسی: Tony Bratley؛ زادهٔ ۳۰ آوریل ۱۹۳۹) بازیکن فوتبال اهل بریتانیا است.
از باشگاه‌هایی که در آن بازی کرده‌است می‌توان به باشگاه فوتبال گریمزبی تاون اشاره کرد.